# Omias nitidulus
Omias nitidulus — вид долгоносиков-скосарей из подсемейства Entiminae.

## Описание
Жук длиной 3—3,3  мм. Окраска тела жука варьируется от жёлто-бурого до чёрно-бурого, лаково-блестящая. Надкрылья вытянуто-яйцевидные, не более чем 1,75 раза шире переднеспинки. Надкрылья с цельными бороздками, точки в них не большие, слегка выступающие за края бороздок.

## Экология
Обитает в широколиственных лесах.